# José María Irueste Germán
José María Irueste Germán (Pozuelo de Alarcón, 1908- México, década de los 80) autor musical, compositor de cine, actor de revista y supervisor artístico hispano-mexicano.

## Biografía
Era hijo de José María Irueste Roda, médico nacido en Granada, y de Carmen Germán Beraza, mexicana. De carácter autodidacta, nunca aprendió solfeo. Tarareaba temas musicales con ayuda de un ukelele. Los maestros Sigfredo Rivera, Juan Quintero Muñoz y Fernando García Morcillo los transcribían y orquestaban posteriormente. 
El 3 de febrero de 1932 estrena en Madrid la comedia musical ¡Vamos a empezar! de la que compuso la música junto al maestro Sigfredo Rivera. La letra corrió a cargo de José Luis Sáenz de Heredia y Federico Vázquez Ochando. Al año siguiente participa en Amor a la bayoneta (estrenada el 18 de enero) componiendo la música con Rivera, con letra de los citados Sáenz de Heredia y Vázquez. En esta ocasión supervisa artísticamente y actúa en la obra.
El 14 de marzo de 1941 se estrenó en el teatro Eslava su obra más conocida, Yola, "zarzuela cómica moderna en dos actos", protagonizada por la cantante argentina Celia Gámez, compuesta esta vez junto al maestro Juan Quintero Muñoz, con libreto de los citados José Luis Sáenz de Heredia y Federico Vázquez Ochando y de la que destacó el tema Mírame, que alcanzó el número uno en las listas de éxitos españolas de 1942, según datos de la Sociedad General de Autores.
El 1946 compone junto con Fernando García Morcillo el musical Vacaciones forzosas de nuevo con Celia Gámez como cantante protagonista.
También fue compositor de cine. En 1943 compone junto con Fernando García Morcillo la banda sonora de la película El pozo de los enamorados dirigida por José H. Gan. En 1945 repetirá con García Morcillo en La ciudad de los muñecos de José María Elorrieta.
Murió en México en los años 80.